# Santarcangelo di Romagna
Santarcangelo di Romagna is een gemeente in de Italiaanse provincie Rimini (regio Emilia-Romagna) en telt 22.228 inwoners (2022). De oppervlakte bedraagt 45,2 km2, de bevolkingsdichtheid is 420 inwoners per km2. Het ligt circa 10 km van Rimini.

## Demografie
Santarcangelo di Romagna telt ongeveer 7513 huishoudens. Het aantal inwoners steeg in de periode 1991-2001 met 9,6% volgens cijfers uit de tienjaarlijkse volkstellingen van ISTAT.
| Jaar | Inwoneraantal |
| ---- | ------------- |
| 1991 | 17.286        |
| 2001 | 18.943        |

## Geografie
De gemeente ligt op ongeveer 42 meter boven zeeniveau.
Santarcangelo di Romagna grenst aan de volgende gemeenten: Borghi (FC), Longiano (FC), Poggio Berni, Rimini, San Mauro Pascoli (FC), Savignano sul Rubicone (FC), Verucchio. Het ligt dicht bij het staatje San Marino.

## Bezienswaardigheden
- Klokkentoren
- Chiesa Collegiata, kerk gebouwd tussen 1744 en 1758 van de architect Giovan Francesco
- Triomfboog (gebouwd 1772-1777) ter ere van Paus Clemens XIV, ontworpen door de architect Cosimo Morelli bij Piazza Ganganelli met het gemeentehuis uit het midden van de 18de eeuw, gebouwd en ontworpen door Giovanni Benedettini
- Historisch en archeologisch museum
- Malatesta Fort (privébezit van de Colonna familie) uit 1386 met bastions van Sigismondo Pandolfo Malatesta in 1447
- Stadspoorten
- Grotten

## Evenementen
Sinds 1971 wordt jaarlijks het Santarcangelo Festival gehouden, een festival voor theater en dans.

## Sport
Santarcangelo Calcio is de voetbalclub van Santarcangelo di Romagna.

## Verkeer en vervoer
Santarcangelo di Romagna is bereikbaar vanaf Rimini via de E45, A14. Het beschikt over een spoorwegstation. Er is openbaar vervoer per bus naar Rimini en diverse omliggende plaatsen.

## Geboren in Santarcangelo di Romagna
- Paus Clemens XIV (1705-1774), geboren als Giovanni Vincenzo Antonio Ganganelli
- Antonio Vincenzo Ganganelli (1769)
- Tonino Guerra (1920-2012), scenarist, dramaturg, dichter en schrijver

## Foto's

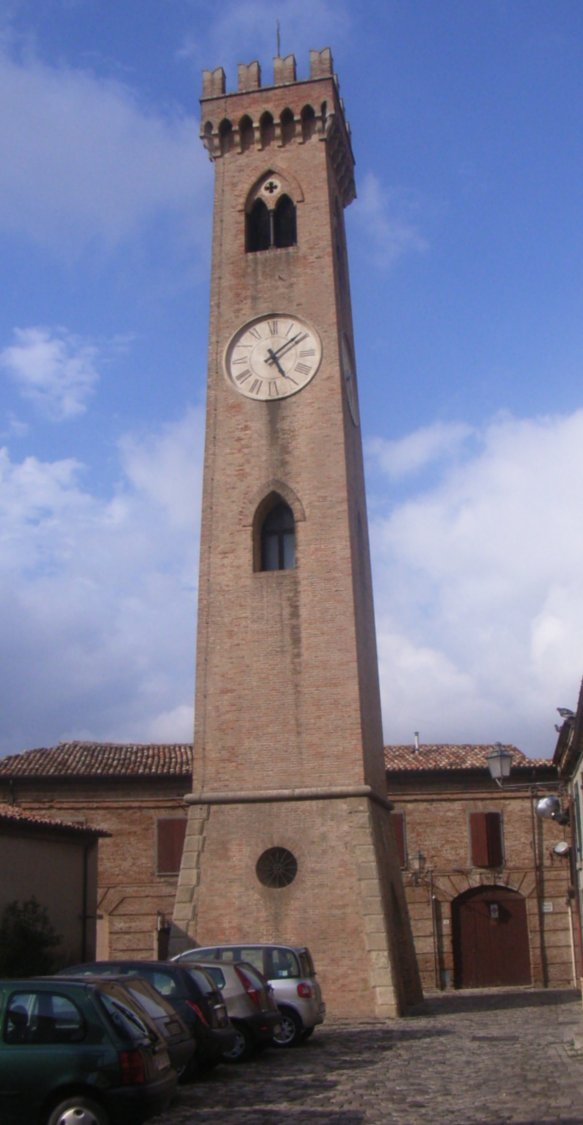
klokkentoren
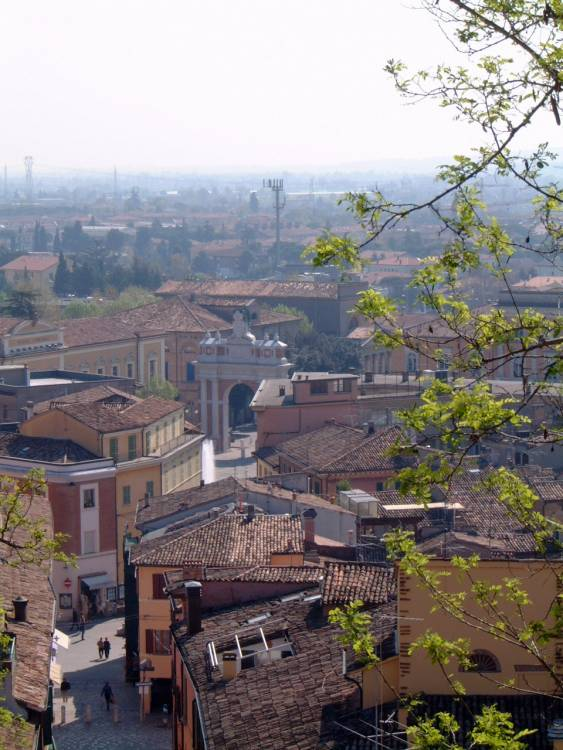
In het midden de triomfboog